# Sport-Club Charlottenburg 2014-2015
Questa voce raccoglie le informazioni riguardanti lo Sport-Club Charlottenburg nelle competizioni ufficiali della stagione 2014-2015.

## Organigramma societario
Area direttiva
- Presidente: Kaweh Niroomand

Area tecnica
- Allenatore: Mark Lebedew
- Allenatore in seconda: Manuel Müller
- Scout man: Manuel Müller, David Nündel, Annette Wilderotter

Area sanitaria
- Medico: Oliver Miltner
- Fisioterapista: Martin Knoop, Sebastian Riekeh, Christian Schwan

## Rosa
| N° | Nome                 | Ruolo | Data di nascita  | Nazionalità sportiva |
| -- | -------------------- | ----- | ---------------- | -------------------- |
| 1  | Scott Touzinsky      | S     | 22 aprile 1982   | Stati Uniti          |
| 2  | Erik Shoji           | L     | 4 agosto 1989    | Stati Uniti          |
| 3  | Robert Kromm         | S     | 9 marzo 1984     | Germania             |
| 4  | Aleksandar Spirovski | S/O   | 16 agosto 1978   | Germania             |
| 6  | Felix Fischer        | C     | 27 febbraio 1983 | Germania             |
| 7  | Kawika Shoji         | P     | 17 novembre 1987 | Stati Uniti          |
| 9  | Egor Bogachev        | S     | 6 aprile 1997    | Germania             |
| 10 | Sebastian Kühner     | P     | 15 marzo 1987    | Germania             |
| 11 | Martin Kryštof       | L     | 11 ottobre 1982  | Rep. Ceca            |
| 12 | Paul Carroll         | S/O   | 16 maggio 1986   | Australia            |
| 14 | Tomáš Kmeť           | C     | 1º dicembre 1981 | Slovacchia           |
| 16 | Christian Dünnes     | S     | 16 giugno 1984   | Germania             |
| 17 | Johannes Bontje      | C     | 12 maggio 1981   | Paesi Bassi          |
| 18 | Francesco De Marchi  | S     | 17 giugno 1986   | Italia               |